# 生物

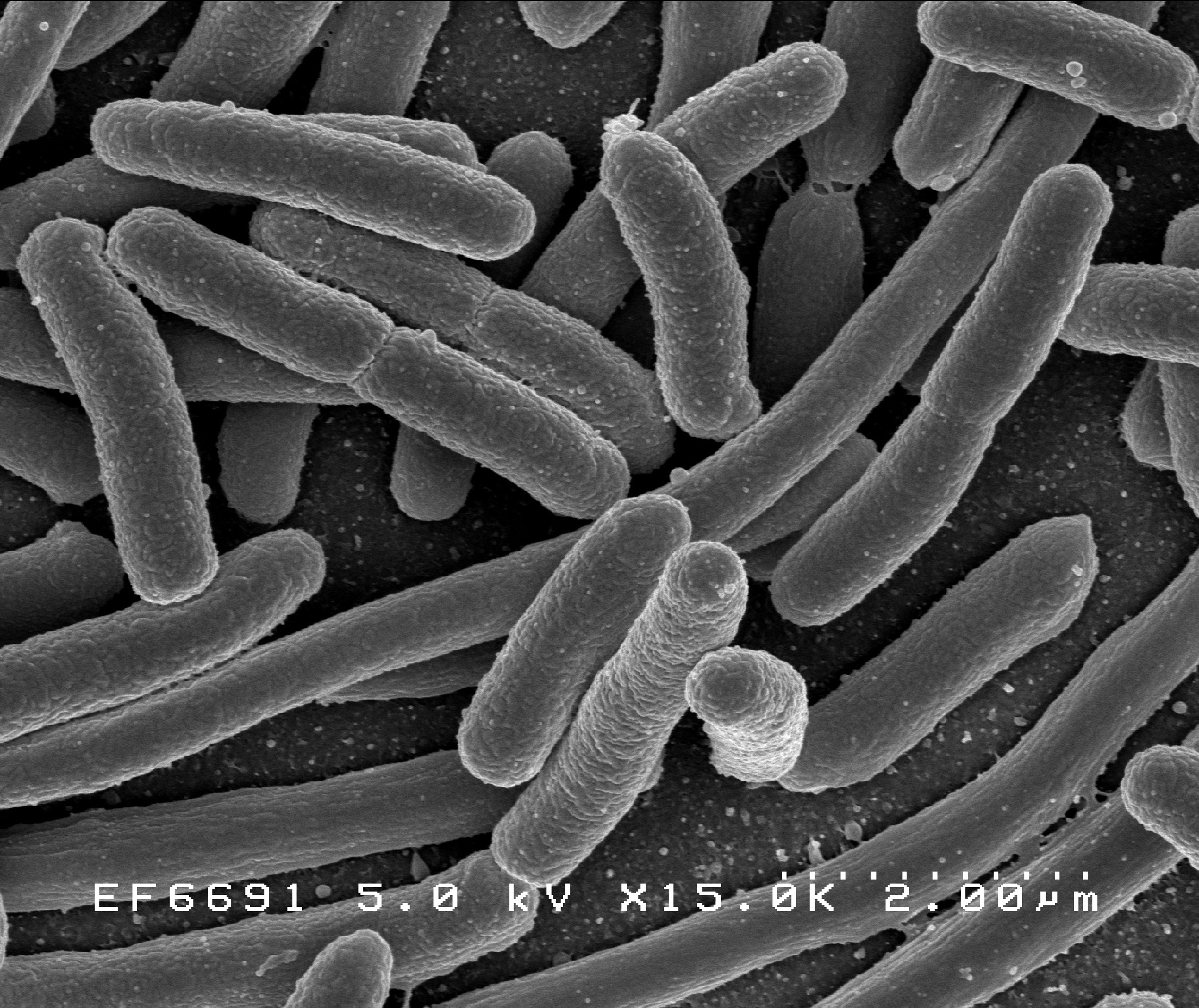
大腸桿菌——单细胞原核生物的例子

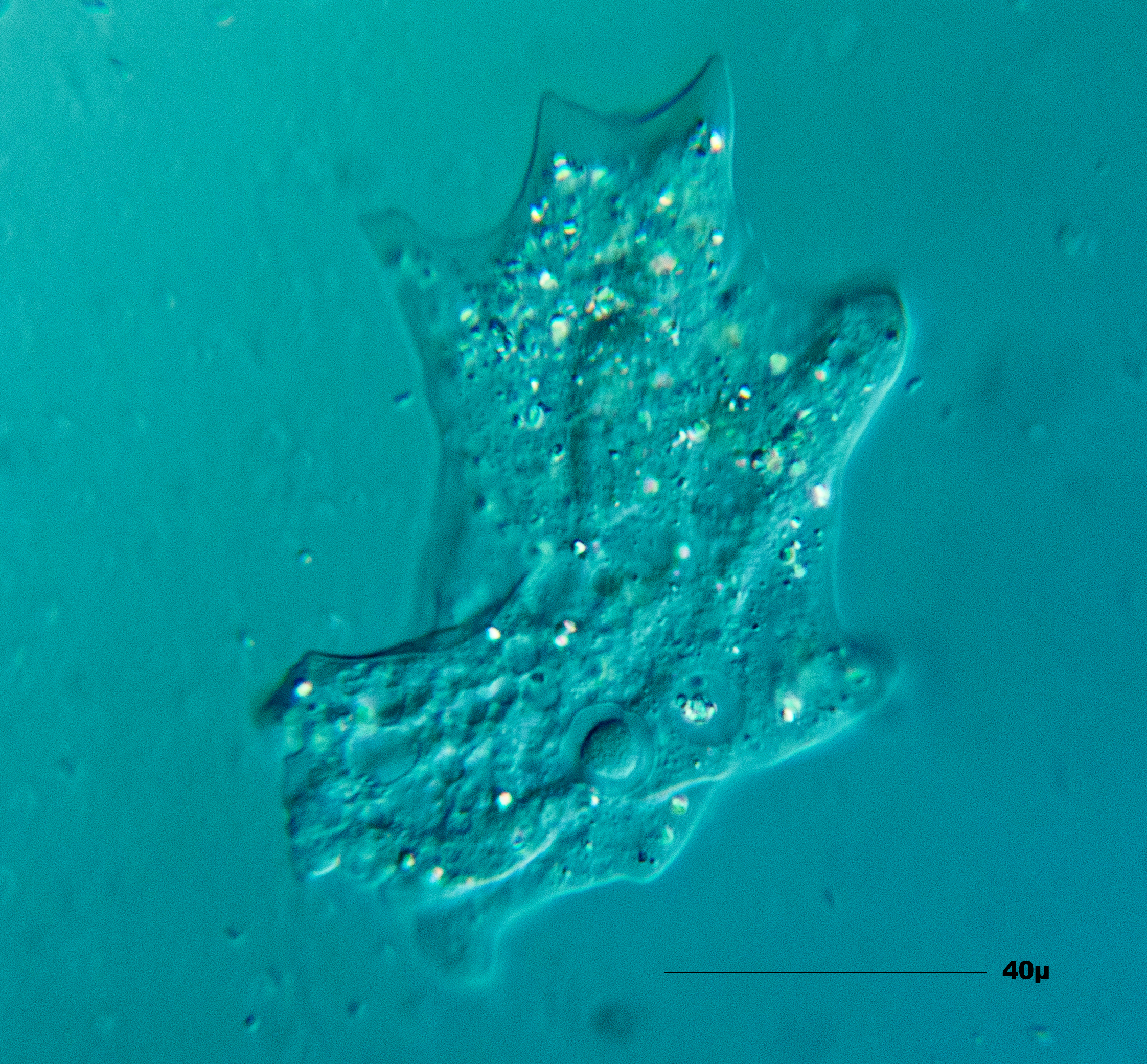
變形蟲——单细胞真核生物的例子

真菌中的多孔菌與被子植物中的樹木（宿主）——均為大型多细胞真核生物的例子，兩者有寄生关系

生物（英語：organism）又称生物体（living organism）、有機體、机体，是指任何以“单一实体”运作的有机生命系统
，或在自然界中具有生命能表现生命现象（代谢、生长、发育、感应、运动、生殖）的个体。在生物学和生态学中，地球上约有870萬種物種（±130萬），其中650萬種物種在陆地上，220万种则生活在水中。
生物区别于无生物，最重要和基本的特徵在生物會進行新陳代謝及遺傳兩點，所有生物一定會具備合成代谢以及分解代谢（兩個是完全相反的兩個生理反應過程），並且可以將遺傳物質複製，通过自我分裂生殖（無性生殖）或有性生殖，交由下一代繁殖下去以避免滅絕，这是類生命现象的基础。
雖然知道生物源自演化，但生命的起源和確切演化史仍有許多待解決的細節。生物學分類在近代受到分子生物學的挑戰。一般而言，我們將生物分為三個域：细菌、古菌、以及真核生物。類似麻煩的還有病毒與內共生細菌等的分類。
真核生物的特徵是有細胞核以及其他膜狀細胞器（例如動物和植物體內的粒線體也可以說是植物動物體的發電廠，因為他可以釋放出很多的能量，以及植物及藻類中的葉綠素），一種假說是叶绿体和线粒体是由内共生细菌（endosymbiotic bacteria）演化而来。多细胞生物 則指包含多于一个细胞的生物，在地質學上直到五億年前才出現大爆發。

## 共同特征
代謝和遺傳是最大兩點，但在複雜生命中需要更多屬性來定義，只是这些属性并非普遍存在，详见下。例如病毒就是相當特殊的生命表現形式。
生物的共有属性主要有四個，一般我們會包含：
1. 新陳代謝（化學物質的生成與分解）
2. 生長發育（收集、儲存資源）
3. 繁殖（遺傳物質的傳遞，但很多生物的个体无法进行繁殖——尽管它们所属的物种可以繁殖）
4. 適應（外部物理环境变化不至於影響體內的化學變化）

較不明顯的有其他三個
1. 应激性（但有些生物无法直接对刺激产生反应，如植物沒有神經）
2. 運動（许多生物无法独立移动）
3. 組織性（生物間如雌雄的互動、護幼、共生、社會組織等等）

- 眼虫是一種單細胞生物
- 軟樹蕨
- 蝦黃赤蜻

## 化學
生物體是複雜的化學系統，其作用在維持生物體的生存及發展，以及繁衍後代。生物化學主要研究生物體內的化學現象。整個生物體的現象可以決定生物是否可以適合其環境，也決定了其中DNA內的基因是否可以繼續存續。
生物體的代謝及其他許多內部機能都和化學反應有關，特別那些有關大型有機分子的化學。生物體是化學物質形成的複雜系統，藉由和環境的互動，有各式各樣的角色。
生物體是半封閉的化學系統，雖然生物體是生命的單位，但生物體和環境不是完全封閉。生物體會吸收及釋放能量，自养生物利用陽光或其他無機物質來產生可用的能量（一般會以有機物質的形式出現），異營生物則是利用環境中的有機物質中的能量。
有機物質中主要的化學元素是碳，碳原子的特點是有很強的親合力可以和小原子鍵結，也可以和其他的碳原子鍵結，而且因為其體積小，可以同時和多個原子鍵結，因此是有機生物體的基礎。碳可以形成三個原子的簡單分子（二氧化碳），也可以形成有數千個原子，可以儲存資料的長鏈（核酸）。

### 高分子
組成生物的分子可以分為高分子（也称为生物大分子）及其他較小的分子。這些高分子包括核酸、蛋白質、醣和脂質等。核酸（特別是去氧核糖核酸，DNA）用核苷酸的序列來儲存資訊。四種核苷酸（腺嘌呤、鳥嘌呤、胸腺嘧啶和胞嘧啶組成的特殊序列決定了生物體的許多特徵。核苷酸的序列可以拆成許多由三個核苷酸組成的遗传密码，對應一種特殊的胺基酸。因此DNA的序列對應某一種特殊的蛋白質，而且由於其成份胺基酸的化學性質，蛋白質會依特殊的方式折叠，而且會執行一特定的機能。
以下是已知蛋白質的機能：
1. 酵素，作為代謝反應的催化劑。
2. 結構蛋白質，像微管蛋白或膠原蛋白。
3. 調節蛋白質，轉錄因子或是調節細胞週期的週期素。
4. 作為信息分子或信息分子的受體，像某些激素及其受體。
5. 防禦蛋白質，包括免疫系統中的抗体，或是毒素（例如曼巴蛇素（英语：dendrotoxin）），或是包括像刀豆氨酸等特殊胺基酸的蛋白質。

雙層的磷脂組成了磷脂雙分子層，是細胞膜的主要結構，包覆在細胞的外面，防止化學物質自由的進出細胞。由於磷脂雙分子層的選擇性滲透，只有特定分子才能通過細胞膜。在一些多細胞的生物中，這可以是儲存能量及在細胞間傳播資料的方法。相較於脂質及蛋白質，醣更容易分解，也更容易轉換為能量，在所有生物體中，醣是最常使用的有機分子能量來源。

## 分类
所有的生物可依生物分類學，分類為分類單元或是支序分類。
分類單元是生物分類階層中的一個群體，從最廣泛的域到最細的物种，其分類階層如下：
1. 域
2. 界
3. 门
4. 纲
5. 目
6. 科
7. 属
8. 种

例如Homo sapiens是現代人類（智人）的拉丁二名法學名，所有人屬的生物理論上可以繁殖產生後代，不過若是不同物种的生物，所生下的生物沒有繁殖能力。人屬的生物現在只剩下人類，其他像直立人、尼安德特人等人屬的生物已經在上千年前就絕種了。最後，會依生物的基因及結構特徵，放在三個域中適合的界中（以此例，為動物界）。
所有科學上已知的生物都可依此系統分類，因此同一科的生物在基因上會比同一綱的生物更加接近。
因為病毒不屬於生物，病毒的分類相當有挑戰性。最早病毒會依其宿主分類：動物病毒、植物病毒及噬菌體，後來會依產生的疾病分類，例如呼吸道病毒。現在病毒是依其核酸、衣壳的对称性及是否有包膜來分類。

## 病毒
病毒由于不能独立进行繁殖和新陈代谢而通常不被认为是生物。然而，依据美国法典（United States Code）的生物武器和非法使用相关内容中病毒被归为微生物范畴。由于许多寄生动物和内共生体（endosymbionts）也缺乏独立生存能力，所以病毒是否算作生物仍然存在争议。尽管病毒有酶和其他生物特有的分子，它们在寄主细胞外却无法生存，并且病毒新陈代谢的过程需要寄主遗传机制的参与。这种寄生现象的起源还不清楚，但有可能产生于寄主。

## 壽命
寿命是生物的基本参数之一。有的生物只能生存一天，有的生物例如一些植物能生存几千年。燈塔水母是已知的其中一種目前沒有壽命限制的生物。
细胞衰老在决定生物体、细菌、病毒甚至是朊毒体的寿命时很重要。
目前，科学界普遍认为存在于细胞染色体末端的一段特殊的DNA序列——端粒与细胞的寿命有着很大的关系。通常情况下，细胞每分裂一次，端粒就会变短一些。随着端粒逐渐缩短，最后造成了位于染色体DNA中间段的对细胞生命活动有意义的DNA序列的缺失。由于此时无法继续进行正常的生理活动，细胞便会进行一种由自身控制的程序性死亡——细胞凋亡。
此外，肿瘤细胞中的端粒结构通常没有缩短，这也是肿瘤细胞能够进行无限制分裂的原因之一。

## 演化
在生物學上，共同起源的理論提出地球上所有的生物都起源於一個共同的祖先或祖先的基因庫，可以在所有生物體之間共同的特徵找到共同的祖先的證據。在達爾文的時代，證據完全是基於共同的特性可見的形態相似，例如所有的鳥有翅膀。

## 外部連結
- BBCNews: 27 September 2000, When slime is not so thick （页面存档备份，存于） Citat: "It means that some of the lowliest creatures in the plant and animal kingdoms, such as slime and amoeba, may not be as primitive as once thought"
  - SpaceRef.com, July 29, 1997: Scientists Discover Methane Ice Worms On Gulf Of Mexico Sea Floor （页面存档备份，存于）
    - The Eberly College of Science: Methane Ice Worms discovered on Gulf of Mexico Sea Floor download Publication quality photos

  - Artikel, 2000: Methane Ice Worms: Hesiocaeca methanicola. Colonizing Fossil Fuel Reserves
  - SpaceRef.com, May 04, 2001: Redefining "Life as We Know it" （页面存档备份，存于） Hesiocaeca methanicola In 1997, Charles Fisher, professor of biology at Penn State, discovered this remarkable creature living on mounds of methane ice under half a mile of ocean on the floor of the Gulf of Mexico.
- BBCNews, 18 December 2002, 'Space bugs' grown in lab （页面存档备份，存于） Citat: "Bacillus simplex and Staphylococcus pasteuri...Engyodontium album The strains cultured by Dr Wainwright seemed to be resistant to the effects of UV - one quality required for survival in space"
- BBCNews, 19 June 2003, Ancient organism challenges cell evolution （页面存档备份，存于） Citat: "It appears that this organelle has been conserved in evolution from prokaryotes to eukaryotes, since it is present in both"
- Leben, Kennzeichen des Lebens
- Interactive Syllabus for General Biology - BI 04, Saint Anselm College, Summer 2003
- Merkmale von Tieren und Lebewesen （页面存档备份，存于）
- Die Entstehung des Lebens （页面存档备份，存于）
- Jacob Feldman: Stramenopila （页面存档备份，存于）
- NCBI Taxonomy entry: root （页面存档备份，存于） (rich)
- Saint Anselm College: Survey of representatives of the major Kingdoms Citat: "Number of kingdoms has not been resolved...Bacteria present a problem with their diversity...Protista present a problem with their diversity...",
- What is life? - Erwin Schrödinger （页面存档备份，存于）
- Species 2000 Indexing the world's known species （页面存档备份，存于）. Species 2000 has the objective of enumerating all known species of plants, animals, fungi and microbes on Earth as the baseline dataset for studies of global biodiversity. It will also provide a simple access point enabling users to link from here to other data systems for all groups of organisms, using direct species-links.
- The largest organism in the world may be a fungus carpeting nearly 10 square kilometers of an Oregon forest, and may be as old as 10500 years. （页面存档备份，存于）
- The Tree of Life （页面存档备份，存于）.
- Frequent questions from kids about life and their answers （页面存档备份，存于）